# Clavia

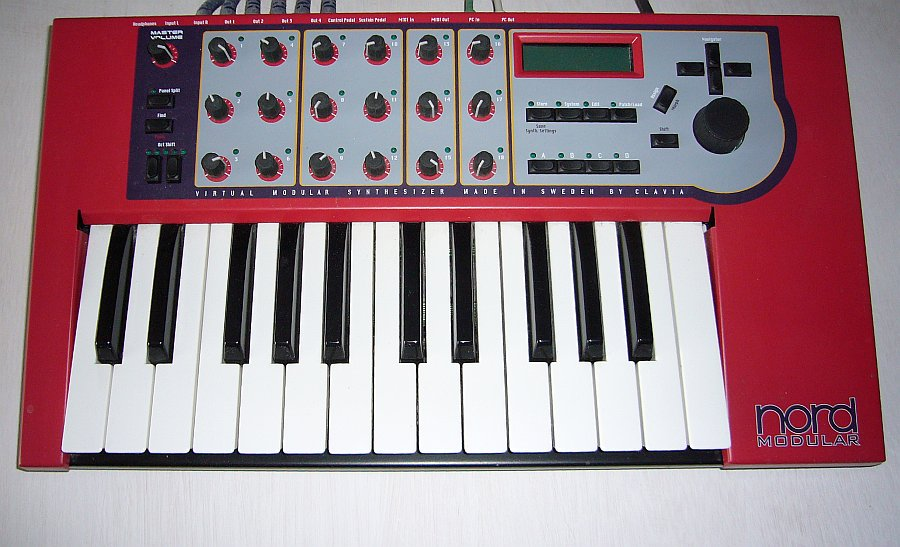
Synthesizer av märket Clavia.

Clavia DMI, svenskt företag som tillverkar digitala musikinstrument, mer specificerat synthesizer, stage pianon och orglar. Företaget bildades 1983 av Hans Nordelius och Mikael Carlsson. Deras första produkt var Digital Percussion Plate 1 (ddrum) och de koncentrerade sig på digitala trumsystem fram till 1995 då de släppte den virtuellt analoga synthesizern Nord Lead. Senare kom Nord Electro och 2005 kom Nord Stage, som båda är ämnade att reproducera klassiska elektromekaniska instrument som elpiano och Hammondorgel. Clavias produkter används av vitt skilda grupper och personer som Prince, Madonna, Jean Michel Jarre, Antiloop, Depeche Mode, The Prodigy, Mike Oldfield och Pet Shop Boys. Nord Lead har även släppts i en rackversion som fick namnet Nord Rack.
2004 såldes varumärket ddrum och numera koncentrerar sig Clavia på sina olika keyboardprodukter.